# FamilienApp Hessen
Die FamilienApp Hessen ist eine digitale Initiative der hessischen Landesregierung zur Unterstützung von Familien im Bundesland Hessen. Sie stellt die Weiterentwicklung der im Jahr 2010 eingeführten Familienkarte Hessen dar und bietet verschiedene Leistungen und Vergünstigungen für Familien mit mindestens einem Kind unter 18 Jahren und Hauptwohnsitz in Hessen. Die App, die kostenlos in gängigen App Stores verfügbar ist, umfasst unter anderem einen Unfallversicherungsschutz, Vergünstigungen bei Partnerunternehmen, einen Elternratgeber sowie Informationen zu Vorsorge und generationenübergreifendem Miteinander.

## Geschichte und Entwicklung
Die FamilienApp Hessen, ursprünglich als Familienkarte Hessen bekannt, ist eine Initiative der hessischen Landesregierung zur Unterstützung von Familien. Die Entwicklung dieses Programms lässt sich bis ins Jahr 2010 zurückverfolgen, als die damalige Koalition aus CDU und FDP unter Ministerpräsident Roland Koch die Familienkarte Hessen ins Leben rief.

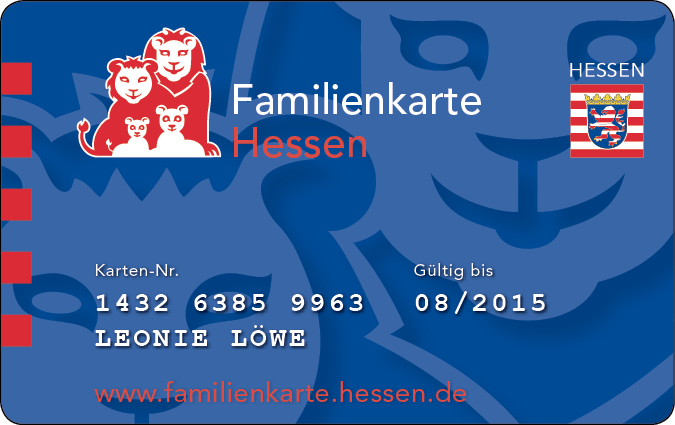
Familienkarte Hessen Frontalansicht

Die Einführung der Familienkarte Hessen im Juli 2010 war ein direktes Resultat der familienpolitischen Ziele, die in der Koalitionsvereinbarung der hessischen Landesregierung festgelegt wurden. Das primäre Anliegen bestand darin, günstige Rahmenbedingungen zu schaffen, damit sich Familien in ihrem Lebensumfeld wohl und wertgeschätzt fühlen. Von Beginn an war die Initiative ausschließlich für hessische Familien konzipiert. Die Berechtigung zur Nutzung der Familienkarte, und später der FamilienApp, wurde an klare Kriterien geknüpft: Familien mussten mindestens ein Kind unter 18 Jahren haben und ihren Hauptwohnsitz in Hessen nachweisen.
Im Laufe der Jahre entwickelte sich das Angebot stetig weiter. Die Familienkarte Hessen umfasste zunächst vier Hauptleistungsbereiche: einen Unfallversicherungsschutz, Vergünstigungen bei Partnerunternehmen, einen Elternratgeber und Informationen zu Vorsorge und generationenübergreifendem Miteinander.
Ein bedeutender Entwicklungsschritt erfolgte mit der Digitalisierung des Angebots. Die physische Familienkarte im Scheckkartenformat wurde durch die digitale FamilienApp Hessen ersetzt. Dieser Übergang zur digitalen Form ermöglichte eine breitere Zugänglichkeit und vereinfachte die Nutzung für Familien. Die App steht seither in allen gängigen App Stores kostenlos zum Download bereit.
Ein wichtiger Bestandteil der FamilienApp Hessen blieb über die Jahre hinweg der Unfallversicherungsschutz. Dieser umfasst eine kostenlose Unfallversicherung für Kinder von der Geburt bis zum Schuleintritt sowie für nicht berufstätige Elternteile oder Alleinerziehende, die ihre Kinder in den ersten drei Lebensjahren selbst betreuen.
Die Weiterentwicklung der FamilienApp Hessen zeigt sich auch in der Erweiterung und Anpassung der Angebote. Ein besonderer Fokus wurde auf die Bereiche Nachhaltigkeit und kulturelle Freizeitgestaltung gelegt. Diese Aspekte wurden im Rahmen der kontinuierlichen Weiterentwicklung der App verstärkt ausgebaut und integriert. Die Partnerschaft mit verschiedenen Unternehmen und Institutionen wurde im Laufe der Zeit ausgebaut. Mittlerweile profitieren Nutzer der FamilienApp von Vergünstigungen bei über 200 Partnern in verschiedenen Bereichen wie Sport, Kultur, Bildung und Freizeit. Ein weiterer wichtiger Aspekt in der Entwicklung der FamilienApp Hessen war die Integration von Informations- und Beratungsangeboten. Dazu gehören ein Online-Beratungsangebot sowie eine Hotline (Elterntelefon – Nummer gegen Kummer), die im Zuge der Weiterentwicklung ihr Angebot erweitert hat.

## Hauptfunktionen und Leistungen

### Unfallversicherungsschutz
Ein zentrales Element ist der kostenlose Unfallversicherungsschutz. Dieser umfasst zwei Komponenten:
- Eine Basis-Unfallversicherung für Kinder von der Geburt bis zum Schuleintritt.
- Eine Basis-Unfallversicherung für nicht berufstätige hessische Elternteile oder Alleinerziehende, die ihre Kinder in den ersten drei Lebensjahren selbst betreuen.

Die Beiträge für diese Versicherungen werden von der hessischen Landesregierung übernommen.

### Vergünstigungen und Partnerangebote
Inhaber der FamilienApp erhalten bei zahlreichen Partnerunternehmen und -institutionen attraktive Ermäßigungen in verschiedenen Bereichen. Diese reichen von dauerhaften Vergünstigungen bis hin zu zeitlich begrenzten Aktionsangeboten. Ein konkretes Beispiel ist der kostenlose Eintritt für die gesamte Familie in die Dauerausstellungen der drei Landesmuseen in Hessen.

### Elternratgeber
Die App bietet einen Elternratgeber, der Familien in Erziehungsfragen unterstützt. Dieser Service ist auf zwei Wegen zugänglich, über eine Telefonhotline und über einen Onlineratgeber. Kompetentes Personal steht den Eltern mit Rat und Tat zur Seite.

### Informationen und Hilfestellungen
Die FamilienApp stellt umfangreiche Informationen zu verschiedenen familienrelevanten Themen bereit:
- Tipps zur Leseerziehung für Kinder
- Verbrauchertipps der Verbraucherzentrale Hessen
- Beiträge zur Lebensmedienkompetenz vom Institut für Medienpädagogik und Kommunikation Hessen
- Informationen zu kulturellen Veranstaltungen durch die Partnerschaft mit der Dachmarke „Kultur in Hessen“.

Zusätzlich bietet die App Informationen und Hilfestellungen zum Thema „Vorsorge treffen“. Dies umfasst Bereiche wie Pflege, das Miteinander von älteren und jüngeren Menschen sowie den Umgang mit Hilfs- oder Pflegebedürftigkeit der eigenen Eltern.

### Serviceleistungen
Die FamilienApp vermittelt verschiedene Serviceleistungen für Familien, die über eine 24/7-Hotline vereinbart werden können. Dazu gehören:
- Babysitter-Vermittlung
- Au-pair-Vermittlung
- Kinderferienbetreuung
- Haushaltsnahe Dienstleistungen

## Technische Umsetzung und Verfügbarkeit
Die FamilienApp Hessen stellt die digitale Weiterentwicklung der früheren Familienkarte Hessen dar und wurde als mobile Anwendung für Smartphones konzipiert. Sie ist für alle gängigen mobilen Betriebssysteme verfügbar und kann kostenlos aus den entsprechenden App Stores heruntergeladen werden. Die technische Umsetzung und der Betrieb der App werden von der HA Hessen Agentur realisiert.
Die Anmeldung für die FamilienApp erfolgt direkt in der mobilen Anwendung. Nutzer müssen sich mit einer E-Mail-Adresse registrieren, wobei jeder Berechtigte eine separate verwenden muss. Eine Zweitregistrierung innerhalb derselben App-Installation ist nicht möglich. Nach der Registrierung erhalten die Nutzer Zugang zu einem geschützten Mitgliederbereich, für den zunächst ein automatisch generiertes Passwort per E-Mail zugesandt wird. Bei der ersten Anmeldung wird empfohlen, dieses Passwort zu ändern.
Zur Sicherstellung der Berechtigung zur Nutzung der App und ihrer Vorteile ist eine technische Lösung implementiert, die es Partnerunternehmen ermöglicht, die Berechtigung anhand von Ausweisdokumenten zu überprüfen. Dies gewährleistet, dass nur berechtigte Familien mit Hauptwohnsitz in Hessen die Angebote in Anspruch nehmen können.
Für die Verwaltung persönlicher Daten und die Nutzung bestimmter Funktionen steht den Anwendern ein interner Mitgliederbereich zur Verfügung. Hier können Nutzer ihr Profil verwalten und bei Bedarf auch ihre Daten selbstständig löschen, etwa wenn sie aus Hessen wegziehen oder die App nicht mehr nutzen möchten.
Die technische Umsetzung der FamilienApp Hessen berücksichtigt auch Datenschutzaspekte. So werden die Nutzerdaten sicher gespeichert und verarbeitet. Bei Fragen oder Problemen steht den Nutzern ein Support-Team zur Verfügung, das über verschiedene Kanäle wie E-Mail, ein Online-Kontaktformular oder per Post erreichbar ist.